# Daniel Wilson (político)
Daniel Wilson (París, 6 de marzo de 1840-Loches, Indre-et-Loire; 13 de febrero de 1919) fue un político francés. Es conocido por su implicación en el escándalo de las condecoraciones, que obligó a dimitir a su suegro Jules Grévy, presidente de la República francesa.

## Biografía[1]

### Familia
Miembro de una familia muy acaudalada, Daniel Wilson es uno de los hijos de Daniel Wilson (muerto en 1849), un ingeniero británico que hizo fortuna en las forjas de Le Creusot y con el alumbrado a gas de París; y de Antoinette-Henriette Casenave (muerta en 1843), perteneciente a una familia de magistrados y de parlamentarios.

### Infancia
Habiendo perdido temprano a sus padres, Daniel Wilson quedó hasta 1861 bajo la tutela de su tío, Antoine Mathieu Casenave, vicepresidente del tribunal de primera instancia del departamento del Sena.
En septiembre de 1861, tras el reparto de la herencia de sus padres con su hermana Marguerite Pelouze, recibe 3 millones de francos, un palacete en el 26-28 de la calle de Varenne (París), la propiedad de Bellevue (de 121 hectáreas) en Ruffec (Indre), y el cháteau de Écoublay (de 312 hectáreas), cerca de Coulommiers (Seine-et-Marne), que venderá en 1879.

### Carrera política
En mayo de 1869, representando al partido radical, Daniel Wilson bate a Ernest Mame, diputado de la tercera circunscripción de Indre y Loira y alcalde de Tours, una personalidad local procedente del orleanismo y partidario del Segundo Imperio francés. Para la campaña, utilizó un periódico fundado por él mismo, La Unión liberal, y escapó a las prohibiciones dictadas por la oposición republicana en el château de Chenonceau, que su hermana adquirió en mayo de 1864.
Obtuvo un escaño en la Asamblea con la izquierda, entre los partidarios de Léon Gambetta, y es reelegido en 1871. Diputado de Loches (Indre y Loira) en 1876, vuelvea ser elegido en 1877 y permanece en la cámara hasta 1889. En Loches, compra una fábrica de hilo y el château des Montains, así como un horno de cal en Villeloin-Coulangé.
Pasando por protegido de Léon Say, es nombrado subsecretario de Estado de Finanzas en 1879.

### Matrimonio

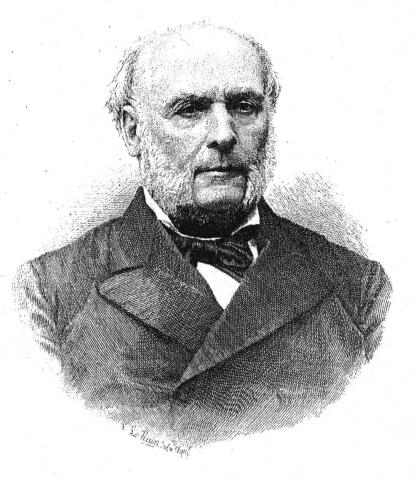
Grabado representando a Jules Grévy.

Daniel Wilson se casa el 22 de octubre de 1881, en la capilla del Palacio del Elíseo, con Alice Grévy, hija de Jules Grévy, presidente de la República de 1879 a 1887. Tienen por testigos a Jules Ferry, entonces presidente del Consejo, y a Pierre Magnin, ministro de Finanzas.
A continuación se instala en un gran palacete parisino (hoy desaparecido), en el n° 2 de la Avenida de Léna, en la esquina con la avenida de Albert-de-Mun.
La pareja tiene tres hijas :
- Marguerite-Coralie-Julie-Henriette-Marie (vizcondesa Gérard de Kergariou)
- Jeanne-Alice-Marie (baronesa Laurent Guinda)
- Suzanne-Hélène

### Escándalo
Daniel Wilson se convierte en un traficante de altos vuelos, vendiendo desde un despacho del palacio del Elíseo condecoraciones y medallas al por menor, capitalizando también su intervención para obtener licencias en mercados públicos o la gracia presidencial. Con este dinero, financia periódicos de provincias.
El escándalo provoca la dimisión de su suegro en diciembre de 1887. Después de una violenta campaña de prensa, la cámara de los diputados autoriza el 17 de noviembre la apertura de una acción judicial contra Daniel Wilson, que es condenado a dos años de prisión el 23 de febrero de 1888. Habiendo apelado, es finalmente absuelto, y vuelve a ser reelegido diputado en 1893 y en 1898, pero ya no en 1902.
A su muerte, 17 años más tarde, es inhumado junto a su mujer Alice en el panteón familiar de su suegro, el antiguo presidente de la República Jules Grévy, en el cementerio de Mont-sous-Vaudrey.